# 1981年伽师县“5·27”暴乱
1981年伽师县“5·27”暴乱，是1981年5月26月至5月27日在新疆维吾尔自治区伽师县发生的抢劫武器库事件。

## 背景
1981年3月26日，新疆维吾尔自治区伽师县回乡知识青年艾山·司马义等9人抱古兰经宣誓，成立“东突厥斯坦燎原党”。艾山·司马义煽动对升学、就业等方面不满的青年，开展东突分裂活动。“东突厥斯坦燎原党” 的目标是成立“东突厥伊斯兰共和国”，实现独立、自由。为实现该目标，该党决定抢劫武器。抢劫武器之前，他们进行了充分准备，逐一侦察了公安、武警等配置有武器的部门。5月24日，召集“核心成员会议”，决定袭击守卫薄弱，枪支弹药较多的伽师县武装部民兵武器库房，准备在夺取武器之后，围攻伽师县城，夺取政权。为此，他们加紧做伽师县武装部库房保管员阿木提江的工作，交朋友，喝酒吃饭。

## 过程
1981年5月26日晚，艾山·司马义、达吾提·沙吾提等到阿木提江家将阿木提江及其家属劫持，纠集150多人，分三路奔向距离伽师县城7公里的预定地点，来到伽师县武装部民兵武器库房，说进行“演习”，到库房“领取”武器。骗开库房大门，至次日（5月27日）凌晨共抢走各类枪支152枝、子弹2.8万发，手榴弹78枚。被软禁的阿木提江的妻子凯麦古丽光着脚逃出，穿过棉花地赶到伽师县武装部报信，称武器被抢劫，暴徒将袭击伽师县城。
东突厥斯坦燎原党人员涌至伽师县城时，发现城内已有戒备，遂未敢轻举妄动，撤离县城附近来到荒野中的沙枣林中。当地公安武警和驻军迅速包围了他们，并展开了强大的攻心瓦解工作，一位维吾尔族警察，解下武器，单身进入沙枣林与他们谈判。5月27日下午5时，这150多人全部缴械投降，事件从而平息。事后经过清查，13人被提起公诉。
东突厥斯坦燎原党约150名党员，绝大部分为青少年，有些还是正在上学的中、小学生。

## 影响
伽师县暴乱等一系列暴力活动的发生，以及当时新疆维吾尔自治区的局面，促使中央大幅调整了对新疆维吾尔自治区的政策，乃至对全国民族工作的政策，并且恢复成立了新疆生产建设兵团，调整了新疆维吾尔自治区的领导班子。
根据王震的请求和中央的决定，1981年5月16日至5月24日，王震第三次率中央巡视团赴新疆维吾尔自治区指导工作。王震此行每到一地，除强调团结各族人民、巩固边防、四化建设外，还几乎每次都强调农垦的重要性。结束此行返回北京后，王震向邓小平提交报告，希望恢复新疆生产建设兵团，办成农工商联合企业，归属农垦部和新疆维吾尔自治区双重领导。
在此次赴新疆时，和王震同行的还有7位副部长及数十名各部门领导及专家。此行期间，王震获悉年产30万吨合成氨、52万吨尿素的新疆大化肥已在1980年11月被列入停缓建项目，遂当场在工地以中央巡视团团长的名义要求当地加速施工。王震还在呈报国务院主要领导请求该项目开工的报告中称：“我已责成该施工单位立即按照施工计划进度日程施工。详情另有书面报告。”
伽师县动乱发生以后，1981年7月1日，邓小平批示：“请王震同志牵头，约集有关部门领导同志，对恢复生产兵团的必要性，作一系统的报告，并为中央拟一决议，以凭决定。”
1981年7月6日上午，在中共中央书记处第一百零九次会议上，根据中共十一届六中全会通过的《关于建国以来党的若干历史问题的决议》，再次讨论了新疆工作问题。1981年7月16日，中共中央下发了此次会议纪要《中央书记处讨论新疆工作问题的纪要》。
1981年7月中旬，中共中央书记处召开第四次新疆工作座谈会。中共中央文献研究室《中国共产党执政四十年》引述称，此次会议的决议包括，中止汉族干部的内调，撤销中共新疆维吾尔自治区委第一书记汪锋的职务等等。会议认为，新疆维吾尔自治区的汉族干部与少数民族干部必须形成如下共识：“要想使新疆的事业走向成功，汉族和少数民族谁也离不开谁。必须在政治上尊重自建国以来在新疆工作的汉族老干部。在新疆工作的汉族干部要做好毕生在新疆工作的准备。”此次会议实际上推翻了1980年召开的第一次新疆工作座谈会的决定。
1981年8月10日至8月20日，经王震多次请求，中共中央副主席、中央军委主席邓小平与王震一起赴新疆“休假”。同行者还有中共中央书记处书记、中共中央宣传部部长王任重。在乌鲁木齐市刚下火车，邓小平便对迎接的新疆维吾尔自治区领导说：“我们明、后天就到石河子垦区去看看。”石河子是新疆生产建设兵团创立的军垦新城。李慎明回忆说，邓小平在石河子“对阡陌相连的绿洲，高矗入云的林带和丰收在望的棉田欣喜不已、感叹不已。邓小平还认真听取了各族干部群众对恢复生产兵团的看法。”邓小平此行对新疆工作及中国民族工作作出许多重要指示，比如：“新疆的根本问题是共和国还是自治区的问题。我们和苏联不同，我们不能搞共和国，我们是自治区。法律上要解决这个问题，要有民族区域自治法。今年下半年召开人大常委会，把它肯定下来。”邓小平又说，“新疆稳定是大局。新疆一定要稳定，不稳定一切事情都办不成。”邓小平还强调要培养和提拔少数民族干部，“对思想作风正派，坚决维护祖国统一和民族团结，又有突出工作表现和一定资历的同志要大胆提上来，甚至放到自治区很高的领导位置上。”“干部问题具有极端重要性，新疆工作能不能搞好，关键是干部问题。”
回北京以后不久，在一次中央会议上，邓小平说：“新疆生产建设兵团恢复起来确实有必要。组织形式与军垦农场不同，任务还是党、政、军结合。新疆生产建设兵团，就是现在的农垦部队，是稳定新疆的核心。”
1981年10月，中共中央书记处举行第五次新疆工作座谈会，任命时任中共吉林省委书记的王恩茂重新出任中共新疆维吾尔自治区委第一书记。王恩茂到1950年代初一直是王震的部下，此次1981年至1986年在新疆任职期间，忠实贯彻了王震的主张。
王震推动形成了《关于恢复新疆生产建设兵团的报告》。根据该报告，1981年12月3日，中共中央、国务院、中央军委联合发文，决定恢复新疆生产建设兵团。